# Syskonstjärna
Syskonstjärna (Ledebouria socialis) är en växtart i familjen sparrisväxter från Sydafrika. Arten växer på torr savann, med sommarregn. Den odlas ibland som krukväxt i Sverige. 
Syskonstjärna är en flerårig ört med ovanjordiska lökar som bildar täta tuvor. Den blir cirka 15 cm hög. Bladen är 2-4, elliptiska 4-7 cm långa och 1-1,3 cm breda. de är silvergrå med gröna fläckar och har ibland purpurfärgad undersida. Blomställningen blir 9-17 cm hög med blommor i en klase. Blommorna har ett klocklikt, grönaktigt hylle. Ståndarna och pistillen är utskjutande och purpurfärgade.
'Miner' är en dvärgväxande sort som blir ungefär hälften så stor som vanligt för arten.

## Synonymer
- Ledebouria violacea (Hutch.) W.L.Tjaden
- Scilla socialis Baker
- Scilla violacea Hutch.
- Scilla paucifolia Baker